# Auquemesnil
Auquemesnil là một xã thuộc tỉnh Seine-Maritime trong vùng Normandie miền bắc nước Pháp.

## Huy hiệu
| Arms of Auquemesnil | The arms of Auquemesnil are blazoned: Argent, on a bend azure between 2 oaks eradicated vert, 3 stalks of wheat palewise Or. |

## Dân số
| Năm | 1962 | 1968 | 1975 | 1982 | 1990 | 1999 | 2006 |
| --- | ---- | ---- | ---- | ---- | ---- | ---- | ---- |
| Dân số | 289  | 288  | 259  | 241  | 239  | 245  | 299  |
| From the year 1962 on: No double counting—residents of multiple communes (e.g. students and military personnel) are counted only once. |      |      |      |      |      |      |      |